# Villa des Schlachthofverwalters
Die Villa des Schlachthofverwalters, auch Villa des ehemaligen Schlachthofveterinärs, ist eine historische Villa im Basler St. Johann-Quartier. Das Gebäude gilt als Kulturgut von regionaler Bedeutung.

## Lage
Die Villa des Schlachthofverwalters liegt an der Elsässerstrasse 4 am Rand des St. Johanns-Park.

## Beschreibung
Die Villa wurde im Stil des Neobarock erbaut. Sie verfügt über zwei Geschosse und ein Mansarddach.
Im Erdgeschoss waren das Büro des Schlachthofverwalters, ein Studierzimmer, eine Küche, ein Dienstzimmer und ein Wohnzimmer mit einer Veranda. Im Obergeschoss befanden sich Wohn- und Schlafzimmer.

## Geschichte

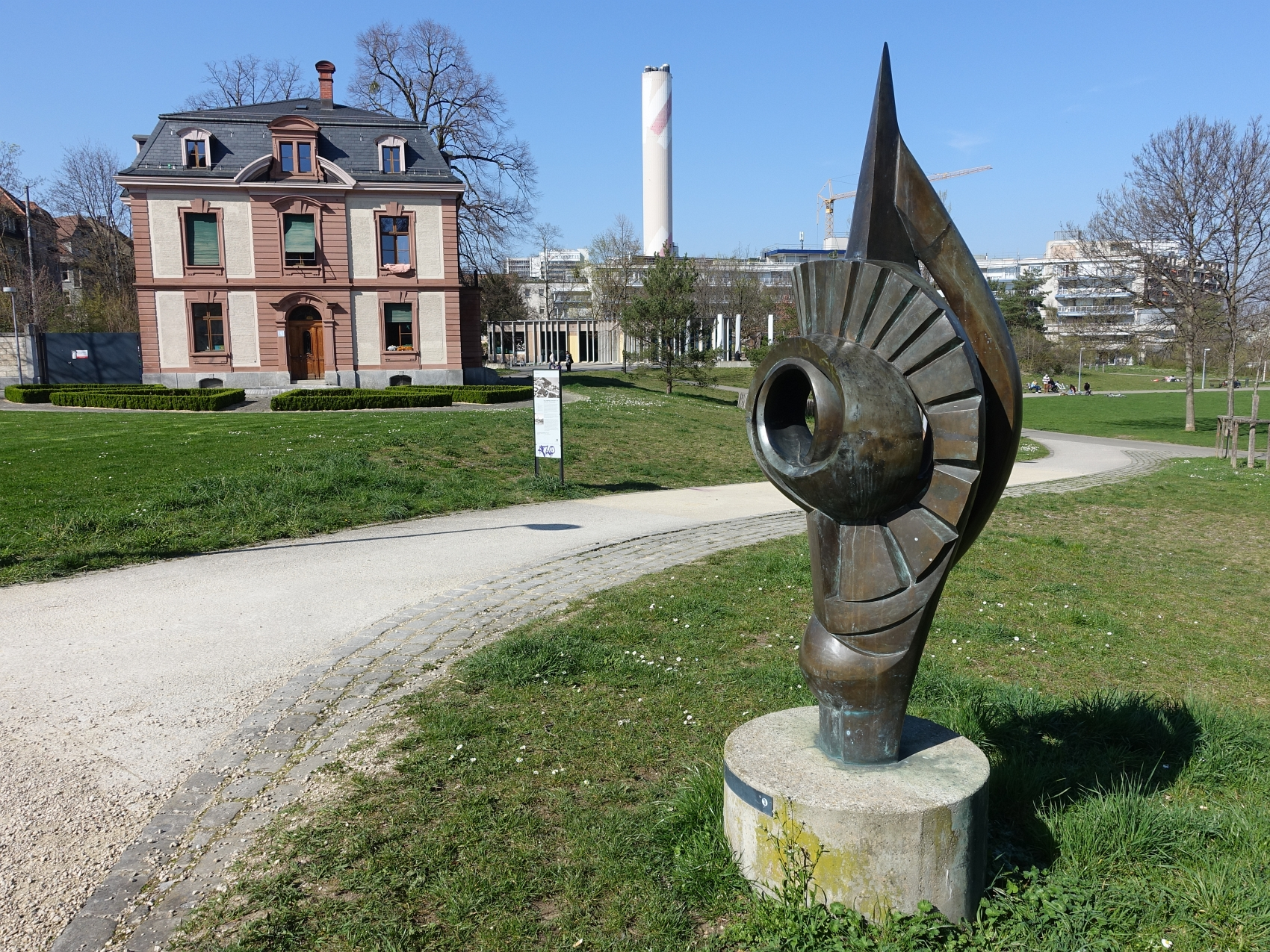
Die Villa des Schlachthofverwalters im St. Johanns-Park, im Vordergrund die Skulptur Regio von Ernst Friedli

Die Villa war Teil des 1870 eröffneten Schlachthofs, der bis Anfang der 1970er-Jahre in Betrieb war und dann schrittweise an die Schlachthofstrasse 55 verlegt wurde. Sie wurde 1903 erbaut und war Teil einer Erweiterung des Areals von 1900 bis 1904. Die Villa diente als Wohnhaus des Schlachthofverwalters. Zusammen mit einem Abschnitt der im gleichen Zeitraum errichteten Umfassungsmauer, der sich entlang der Elsässerstrasse erstreckt, gehört sie zu den letzten bestehenden Bauwerken des Schlachthofareals.
1999 wurde das Gebäude renoviert. Es wird heute von einer Kinderkrippe genutzt. Die ursprüngliche Raumaufteilung und die Innenausstattung blieben erhalten. Zur erhaltenen Innenausstattung gehören die Treppe, das Eichenparkett, die Terrazzo- und Keramikböden, das Täfer, die Decken mit Stuckleisten, ein gusseiserner Rundofen mit figürlichen Darstellungen und die Türen von Eingang, Windfang und Zimmern.